# 光萼苔科
光萼苔科为光萼苔目的一科植物。

## 下属分类
- Ascidiota
- 光萼苔属 Porella